# EC Cruzeiro (Cachoeirinha)
EC Cruzeiro is een Braziliaanse voetbalclub uit Cachoeirinha in de staat Rio Grande do Sul. De club is oorspronkelijk van Porto Alegre, maar verhuisde in 2013 na 100 jaar naar Cachoeirinha.

## Geschiedenis
De club werd opgericht in 1913. In 1929 werd de club voor de eerste en enige keer staatskampioen. De club speelt in de schaduw van grote stadsrivalen SC Internacional en Grêmio. Na jarenlange afwezigheid promoveerde de club in 2010 terug naar de hoogste klasse. De club speelde er tot 2018 en degradeerde dan terug naar de tweede klasse. In 2022 zakte de club zelfs verder naar de derde klasse. Ze konden na één jaar terugkeren, maar ook in 2024 volgde een degradatie.

## Erelijst
Campeonato Gaúcho
1929

## Bekende ex-spelers
- Moderato Wisintainer